# Christopher Serrone
Christopher Serrone (Queens, 15 settembre 1976) è un attore statunitense.

## Biografia
Christopher Serrone nasce nel 1976, da padre italiano e madre colombiana.
Ha fatto il suo debutto cinematografico a 13 anni, quando fu scelto da Martin Scorsese per il film Quei bravi ragazzi in cui recita nella versione giovane di Ray Liotta.
In seguito a tale occasione, abbandonò il cinema, per poi tornare 20 anni dopo, con il film Pathfinders: In the Company of Strangers.

## Filmografia
- Quei bravi ragazzi (Goodfellas), regia di Martin Scorsese (1990)
- Pathfinders: In the Company of Strangers (2011)